# Bonamia kuhlmannii
Bonamia kuhlmannii är en vindeväxtart som beskrevs av Frederico Carlos Hoehne. Bonamia kuhlmannii ingår i släktet Bonamia och familjen vindeväxter. Inga underarter finns listade i Catalogue of Life.